# Denys Sjmyhal
Denys Anatolijovytsj Sjmyhal (Oekraïens: Денис Анатолійович Шмигаль) (Lviv, 15 oktober 1975) is een Oekraïense ondernemer en politicus. Hij was van 4 maart 2020 tot 17 juli 2025 premier van Oekraïne. en daarvoor was hij gouverneur van de oblast Ivano-Frankivsk. Sinds 17 juli 2025 is hij Minister van Defensie.

## Biografie
In 1997 studeerde hij af aan de Nationale Polytechnische Universiteit van Lviv als drs in de  economische wetenschappen (2003). Vanaf zijn afstuderen in 1997 tot september 2005 werkte Sjmyhal als accountant bij verschillende bedrijven. Van september 2005 tot juni 2006 was Sjmyhal plaatsvervangend algemeen directeur van een bedrijf genaamd "LA DIS". Van juni 2006 tot augustus 2008 was hij bestuurder van de investeringsmaatschappij "Comfort-Invest". Van september 2008 tot september 2009 was Sjmyhal algemeen directeur van een bedrijf genaamd "Rosaninvest LLC".
Sjmyhal werkte van 2009 tot december 2013 in meerdere politieke leidende rollen in de Oekraïense oblast Lviv. Eerst als hoofd van de afdeling economie bij het oblast Lviv tussen 2009 en 2011. Daar werkte hij samen met Oleg Nemtsjinov die in 2020 tot de regering van Sjmyhal zou toetreden. Sjmyhal werd vervolgens hoofd van de afdeling economie en industrieel beleid in 2012. In 2013 was hij hoofd van de afdeling economische ontwikkeling, investeringen, handel en industrie.
Gedurende de eerste vier maanden van 2014 was Sjmyhal adviseur van een volksvertegenwoordiger van Oekraïne.
Van mei 2014 tot december 2014 werkte Sjmyhal als plaatsvervangend hoofd van het regionale kantoor van de oblast Lviv van het ministerie van inkomsten en douane.
Hij was van 2015 tot 2017 vicepresident van de in Lviv gevestigde distributeur van diepvriesproducten TVK Lvivkholod.
Van 2018 tot 2019 was Sjmyhal directeur van Burshtyn TES, de grootste elektriciteitsproducent in Ivano-Frankivsk welke onderdeel was van de conglomeratie van de pro-Russische Rinat Akhmetov.
Van 1 augustus 2019 tot zijn ministeriële benoeming was Sjmyhal gouverneur van de oblast Ivano-Frankivsk. Op 4 februari 2020 werd hij benoemd tot minister van regionale ontwikkeling.
Als premier was Sjmyhal verantwoordelijk voor de organisatie rondom de COVID-19-pandemie in Oekraïne.

### Russische invasie van Oekraïne

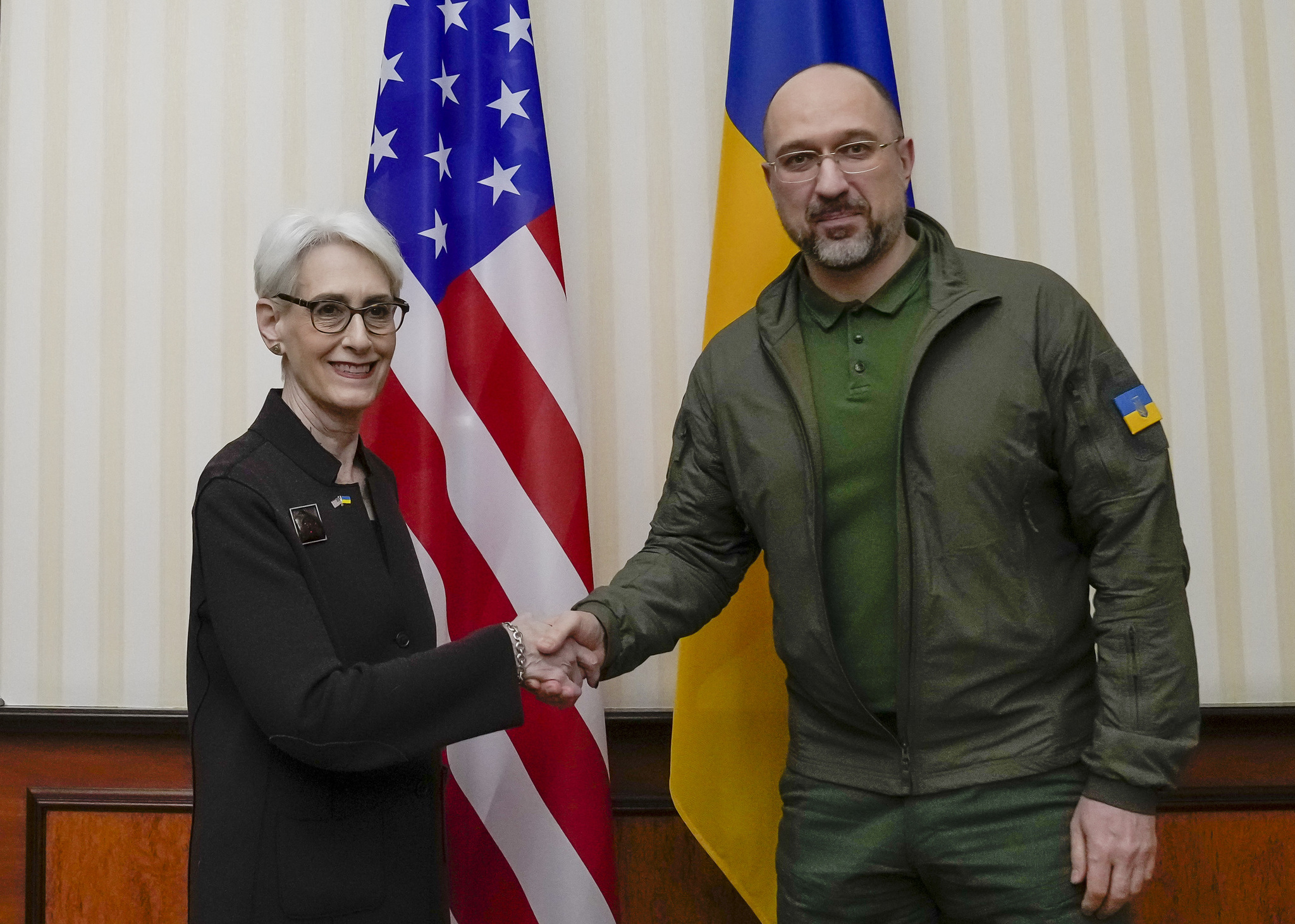
Plaatsvervangend staatssecretaris Wendy Sherman ontmoet premier Sjmyhal in Kiev op 16 januari 2023.

Tijdens de eerste dagen van de Russische invasie van Oekraïne maakte president Volodymyr Zelensky 's nachts buiten voor de regeringsgebouwen in Kiev een videotoespraak samen met Sjmyhal, minister van defensie Oleksij Reznikov en enkele senior adviseurs om de Oekraïense bevolking moed in te spreken en te laten zien dat ze op hun post waren gebleven om het land te besturen en de invasie te bestrijden.
Gedurende de loop van de Russische invasie van Oekraïne toont Sjmyhal zich een fel voorstander van aansluiting bij de Europese Unie. Westerse regeringsleiders en Ursula von der Leyen zijn hier ook voorstander van doch temperen ook voorzichtig de verwachting van een snellere toetreding om de moraal van de Oekraïense bevolking niet te breken.

## Privéleven
Sjmyhal is getrouwd en heeft twee dochters.